# Lillian H. Smith
Pour les articles homonymes, voir Smith.
Lillian Helena Smith (née le 17 mars 1887 à London et morte le 5 janvier 1983 à Toronto, au Canada) est une bibliothécaire canadienne, la première spécialiste de la littérature d'enfance et de jeunesse dans l'Empire britannique.    

## Biographie
Cadette de quatre enfants, Lillian Helena Smith naît en 1887 à London, en Ontario, dans une maison où la musique et les livres occupent une place de choix. Avant même d’être en mesure de déchiffrer l’alphabet, l’enfant s’émerveille devant la beauté des livres de son père. Rapidement, Smith devient une grande lectrice et les livres ses plus fidèles compagnons. 
En 1910, Smith est parmi les quelques femmes à obtenir un diplôme de l’Université de Victoria, l’une des écoles fédérées de l’Université de Toronto. Toujours indécise quant à son avenir professionnel, elle découvre dans un magazine l’existence d’une formation alliant son intérêt à travailler avec les enfants et sa passion pour les livres. La bibliothèque publique Carnegie de Pittsburgh en Pennsylvanie offre, en effet, depuis peu un programme permettant de devenir bibliothécaire pour enfants. Cette même année, Smith se classe parmi les 25 étudiants admis. Il s’agit de la seule canadienne du groupe. 

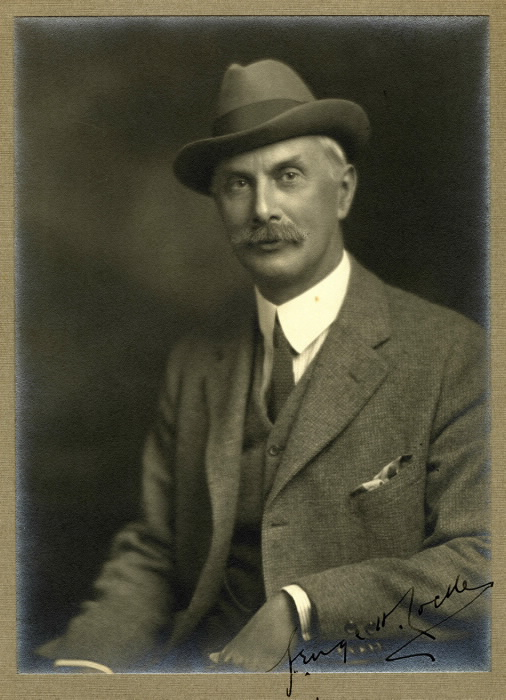
George Locke en 1926-1927, bibliothécaire en chef de la Bibliothèque publique de Toronto.

En 1911, Smith entame sa carrière en tant que bibliothécaire pour enfants à la Bibliothèque publique de New York. Sa rencontre avec Anne Carroll Moore, bibliothécaire à la tête du département pour enfants, est marquante et signe le début d’une longue association,. En peu de temps, les qualités professionnelles de Smith sont reconnues. Trois semaines après son entrée en poste à la salle centrale pour enfants, elle obtient un nouveau défi, soit la responsabilité du département pour enfants de la bibliothèque Washington Heights, l’une des succursales de la Bibliothèque publique de New York. 
Au printemps 1912, George Locke, bibliothécaire en chef de la Bibliothèque publique de Toronto, cherche une personne apte à organiser le département pour enfants de son institution. Lillian H. Smith lui paraît la candidate idéale pour accomplir cette tâche. En acceptant ce mandat, Smith devient, à l’automne 1912, la première bibliothécaire pour enfants diplômée de l’Empire britannique. Elle œuvre pour la Bibliothèque publique de Toronto jusqu’à sa retraite en 1952. 
Au cours de sa carrière, Smith conçoit, entre autres, des lignes directrices relatives à l'inclusion de la littérature jeunesse dans les bibliothèques de Toronto. En 1930, elle établit un système de classification des livres pour enfants, davantage adapté aux collections qui leur sont destinées. Son organisation, basée sur de vastes sujets significatifs pour les enfants, associe une lettre de l’alphabet à une grande catégorie d’ouvrages. Les livres illustrés sont, par exemple, associés à la lettre X, les contes à la lettre A et les biographies à la lettre F. Ce système de classification connaît un vif succès. Il reste utilisé dans les bibliothèques de Toronto jusqu'à la fin des années 1970, remplacé par la suite par le système de classification Dewey.  
Au fil des ans, Smith se concentre sur la création de programmes et de bibliothèques pour les enfants. À la fin de sa carrière en 1952, elle avait obtenu l'ouverture de nombreux espaces pour enfants dans les bibliothèques et les écoles de Toronto, ainsi qu'une bibliothèque à l'Hospital for Sick Children.  
Outre sa carrière de bibliothécaire, Smith travaille également comme enseignante et écrivaine. En 1953, elle publie l’essai The Unrelectant Years : A Critical Approach to Children’s Literature, dans lequel elle brosse un large portrait de la littérature jeunesse, en plus de souligner l’importance des livres dans le développement des enfants. Bien accueilli, ce livre devient un texte phare pour les bibliothécaires pour enfants de l’époque. Ce livre comble un certain vide, les ouvrages critiques abordant la littérature pour enfants étant jusqu’alors peu nombreux. L’ouvrage est également traduit en japonais et en italien. 

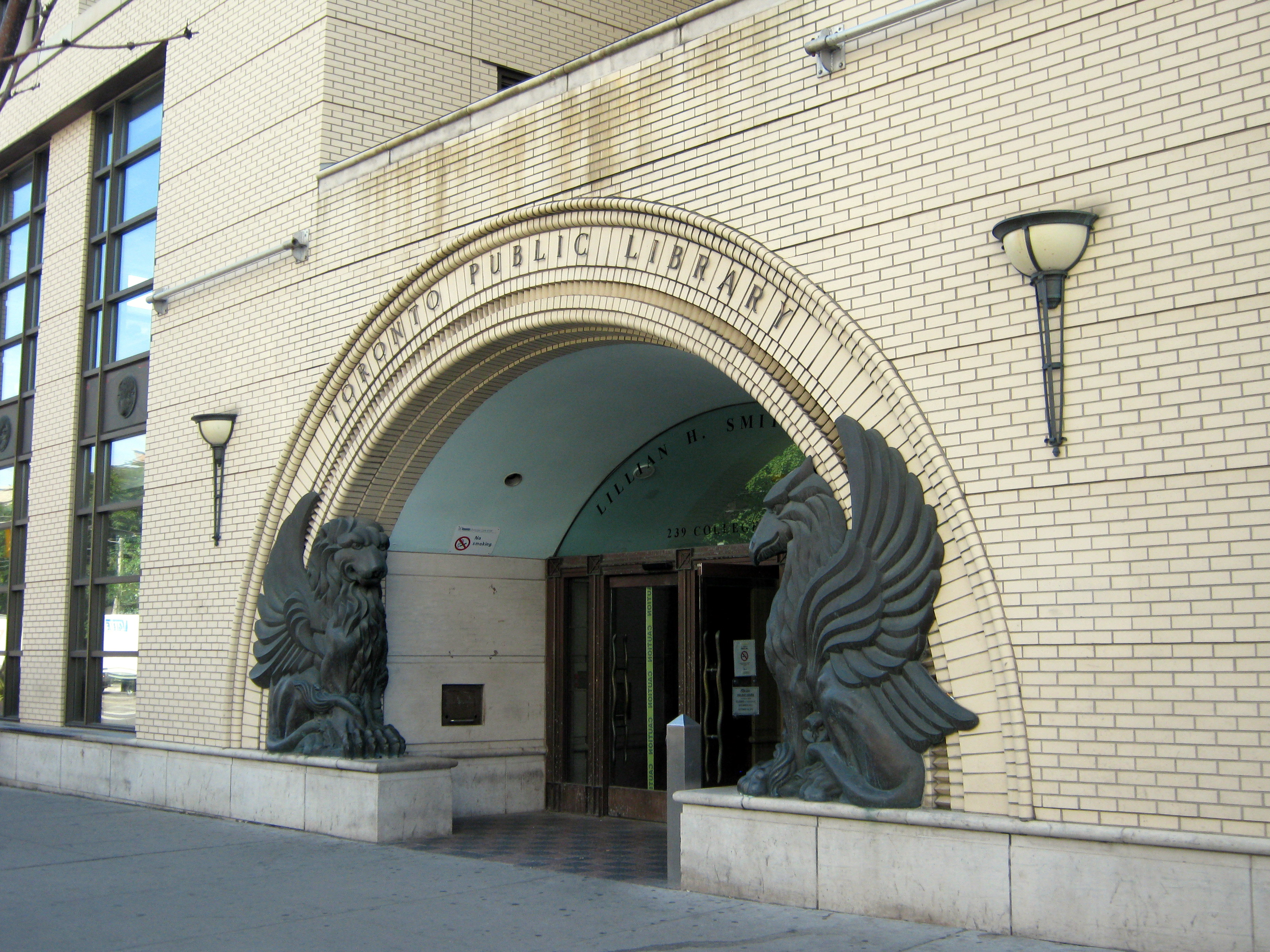
Succursale « Lillian H. Smith » de la Bibliothèque publique de Toronto.

En 1962, Lillian H. Smith reçoit le prix Clarence Day remis par l’American Library Association. Cette distinction vise à souligner son remarquable travail faisant la promotion de l’amour des livres et de la lecture. Elle est la première Canadienne et la première bibliothécaire pour enfants à obtenir cette récompense. 
Smith décède le 5 janvier 1983 à Toronto. En 1995, la Bibliothèque publique de Toronto ouvre une succursale particulièrement dédiée à la littérature jeunesse, à laquelle elle donne le nom de Lillian H. Smith.